# Disolución del Imperio otomano
La disolución del Imperio otomano (1908-1924), incluyó los eventos de la Revolución de los Jóvenes Turcos y la creación de la segunda era constitucional, y terminó con la partición de dicho Imperio por los bandos vencedores de la Primera Guerra Mundial en la primera parte del siglo XX.

## Establecimiento de la era constitucional (1908)
En julio de 1908 en unas pocas semanas, la Revolución de los Jóvenes Turcos cambió la estructura política del Imperio. El Comité de Unión y Progreso (CUP) se rebeló contra el sistema autocrático encabezado por el sultán Abdul Hamid II para establecer la segunda era constitucional. El 24 de julio de 1908, Abdul Hamid II capituló y restauró la Constitución otomana de 1876.
La revolución dio lugar a un nuevo sistema democrático multipartidista. Entre los distintos partidos destacaban Unión y Progreso y el Partido Liberal Otomano, aunque también había partidos más pequeños, como el Partido Socialista Otomano, así como partidos que agrupaban a las distintas minorías étnicas, como el Partido Federativo Popular (Sección Búlgara), la Unión de Clubes Constitucionales Búlgaros, el Partido Laborista Socialdemócrata en Palestina (Poale Zion), Al-Fatat y el Partido Otomano por la Descentralización Administrativa. Por su parte, los armenios se agruparon en las formaciones Armenakan, Hunchakian y la Federación Revolucionaria Armenia.
En un principio, hubo un deseo de permanecer unidos. La Organización Interna Revolucionaria de Macedonia (OIRM) colaboró con miembros del CUP, mientras que los griegos y los búlgaros se unieron al segundo mayor partido, el Partido Liberal. El ala federalista búlgara dio la bienvenida a la revolución, y posteriormente se incorporó al Partido Federativo Popular (PFP). Los antiguos centralistas de la OMRI formaron los Clubes Constitucionales Búlgaros, que, al igual que el PFP, participaron en las elecciones generales de 1908.

## Insatisfacción con el régimen constitucional
Una vez pasado el entusiasmo inicial, con pocos avances, la insatisfacción con el nuevo régimen se hizo evidente desde el año 1909. El tema de la unificación no duró mucho. El sistema político recientemente establecido asumió que se podría unificar a los ciudadanos del Imperio bajo una sola bandera que representase el otomanismo. El proceso de sustitución de las instituciones monárquicas con las instituciones constitucionales y las políticas electorales no era ni tan simple ni tan sangriento como el cambio de régimen en sí. La periferia del Imperio siguió en resquebrajándose bajo las presiones de las revoluciones locales.
Debido a las políticas de Abdul Hamid, el equilibrio entre musulmanes y cristianos era imposible de alcanzar. Abrumados por las luchas religiosas y étnicas, el nuevo gobierno tenía poca capacidad para resolver los problemas del imperio.

### La unión de Creta con Grecia (1908)
Para la historia de Creta antes de 1908, véase: Historia de Creta.
Justo después de la revolución de 1908, los diputados de Creta declararon la unión con Grecia, aprovechando la revolución, así como las vacaciones de Zaimis lejos de la isla. Para cuando terminó el año 1908, aún quedaba sin resolver la cuestión entre el Imperio y los cretenses. En 1909, después de que el Parlamento eligiera la estructura de gobierno, la mayoría del CUP decidió que, si se mantuviera el orden y se respetasen los derechos de los musulmanes, la cuestión se resolvería con negociaciones.

### Los albaneses y el alfabeto latino (1909)
Los albaneses de Tirana y Elbasan estuvieron entre los primeros grupos en unirse al movimiento constitucionalista. Sin embargo, debido a los cambios de las fronteras nacionales en los Balcanes, los albaneses han sido marginados como un pueblo sin nación. El factor más importante para la unidad de los albaneses, la lengua que hablan, carecía tanto de una forma literaria como de un alfabeto estandarizado. Cada una de las tres opciones disponibles, el alfabeto latino, el alfabeto cirílico, y la grafía arábiga, implicaban diferentes orientaciones políticas y religiosas con la oposición de uno u otro elemento de la población. En julio de 1908, un mes después de que una rebelión de los Jóvenes Turcos en Macedonia con el consecuente apoyo de un levantamiento albanés en Kosovo y Macedonia culminaran en una insurrección generalizada y en el motín en el ejército imperial, el sultán Abdul Hamid II accedió a las demandas de los Jóvenes Turcos para restaurar el gobierno constitucional. Muchos albaneses participaron en el levantamiento de los Jóvenes Turcos, con la esperanza de que ganarían autonomía dentro del imperio. Los Jóvenes Turcos otomanos levantaron la prohibición sobre las escuelas en idioma albanés, así como sobre la escritura en albanés. Como consecuencia, intelectuales albaneses se reunieron en el Congreso de Manastir (actual Bitola) en 1908 eligieron el uso del alfabeto latino como estándar.
El nuevo gobierno también hizo un llamamiento a la solidaridad islámica a romper la unidad de los albaneses y utilizó el clero musulmán para tratar de imponer el alfabeto árabe. Los albaneses se negaron a someterse a la campaña de los Jóvenes Turcos a "otomanizarse" por la fuerza.

### Intento de desmantelar la Constitución (1909)
Después de nueve meses en el nuevo gobierno, el descontento se expresó en un movimiento fundamentalista que trató de desmantelar la segunda era constitucional y volver a una monarquía absoluta bajo el sultán Abdul Hamid II. El contragolpe del sultán ganó fuerza cuando prometió restaurar el Califato, eliminar las políticas seculares, y restablecer el Estado de la ley islámica.
El "Incidente del 31 de marzo" produjo una rebelión contra el contragolpe. El 13 de abril de 1909, Abdul Hamid II fue finalmente retirado del trono, siendo sucedido por Mehmed V. El nuevo sultán Mehmed V aprobó una nueva Constitución el 5 de agosto de 1909, que, al igual que la anterior, consagraba la igualdad de todos los temas en materia de impuestos, servicio militar (permitiendo a los cristianos en el ejército por primera vez), así como derechos políticos. La nueva Constitución fue percibida como un gran paso para el establecimiento de una ley común para todos los súbditos. La figura del sultán quedó en gran medida despojada de poder efectivo, aunque conservaba algunos poderes constitucionales, como la facultad de declarar la guerra.
La nueva Constitución, con el objetivo de entregar más soberanía al pueblo, no pudo ocuparse de ciertos servicios públicos, como el Banco Otomano o Administración de la Deuda Pública Otomana, debido a su carácter internacional. Lo mismo ocurría con la mayoría de las empresas que se formaron para realizar obras públicas tales como el ferrocarril de Bagdad, o la comercialización de tabaco y productos tabaqueros de la empresa francesa Régie co-intéressée des tabacs de l'empire ottoman.

## Guerra Italiana (1911)

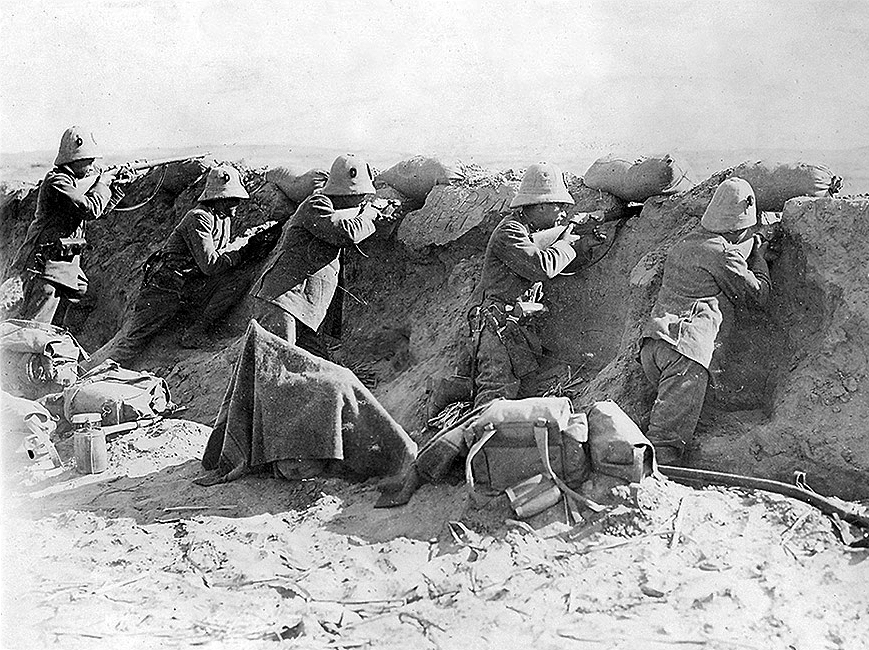
Fuerzas italianas en Trípoli

Italia declaró la guerra al Imperio el 29 de septiembre de 1911, exigiendo derechos de comercio en Trípoli y Cirenaica. La respuesta del Imperio (la batalla de Tobruk) fue tan débil que las fuerzas italianas tomaron esas zonas el 5 de noviembre de aquel año (este acto fue confirmado por un acto del Parlamento italiano el 25 de febrero de 1912). Aun siendo un asunto "menor", la guerra fue un importante precursor de la Primera Guerra Mundial, ya que provocó el nacionalismo en los estados de los Balcanes. Al ver la facilidad con que los italianos habían derrotado a los desorganizados turcos, los miembros de la Liga de los Balcanes atacaron al Imperio incluso antes que la guerra con Italia hubiese terminado.

## Las Guerras de los Balcanes (1912–1913)
Los tres nuevos estados balcánicos se formaron a finales del siglo XIX, así como Montenegro, buscaban otros territorios en Albania, Macedonia y Tracia, tras sus argumentos nacionalistas. La emergencia incompleta de estos estados-nación en la periferia del Imperio otomano durante el siglo XIX sentó las bases para las Guerras de los Balcanes. El 10 de octubre de 1912 la nota colectiva de los embajadores se entregó en Constantinopla. El CUP respondió a las demandas de las potencias europeas sobre las reformas en Macedonia el 14 de octubre. Pero antes de nuevas medidas pudiesen tomarse, estalló la guerra. Mientras que las Potencias pedían al Imperio reformas en Macedonia, bajo el estímulo de Rusia, se celebraron una serie de acuerdos entre Serbia y Bulgaria en marzo de 1912, entre el Grecia y Bulgaria mayo de 1912, y posteriormente Montenegro celebró acuerdos entre Serbia y Bulgaria, respectivamente, en octubre de 1912. El acuerdo serbio-búlgaro hizo un llamamiento explícito para la partición de Macedonia, que dio lugar a la Primera Guerra de los Balcanes. En 1913 un levantamiento nacionalista estalló en Albania, y el 8 de octubre, la Liga de los Balcanes, que consiste en Serbia, Montenegro, Grecia y Bulgaria, realizó un ataque conjunto contra el Imperio otomano, a partir de la Primera Guerra de los Balcanes. tuvo lugar la segunda guerra de los Balcanes poco después. Albania declaró su independencia el 28 de noviembre, el Imperio llegó a un acuerdo de alto el fuego el 2 de diciembre, y sus pérdidas de territorio se confirmaron en 1913 en los tratados de Londres y Bucarest. Albania se independizó, y el Imperio perdió casi todo su territorio europeo (Kosovo, Sanjak de Novi Pazar, Macedonia y el oeste de Tracia) entre los cuatro aliados.

### Cesión de Kuwait (1913)
El acuerdo anglo-otomano de 1913 fue un efímero acuerdo firmado en julio de 1913 entre el sultán otomano Mehmed VI y los británicos sobre varias cuestiones. Sin embargo, la cuestión sobre el estatus de Kuwait llegó a ser el único resultado de larga duración, ya que determinó la independencia formal de Kuwait.
Durante la Primera Guerra Mundial, el Imperio Otomano fue paralizado económicamente y las fuerzas invasoras británicas invalidaron el acuerdo anglo-otomano, que declara a Kuwait: "Emirato independiente bajo protectorado británico".

### Cesión de Albania (1913)
Albania había estado bajo dominio otomano desde 1478. Cuando Serbia, Montenegro y Grecia se apropiaron de las tierras pobladas por albaneses durante la guerra de los Balcanes en 1912, los albaneses declararon su independencia.
Las grandes potencias europeas respaldaron la independencia de Albania en 1913, después de la segunda guerra de los Balcanes, pero fuera de la frontera con Albania quedó más de la mitad de la población albanesa y de sus tierras, que fueron repartidos entre Montenegro, Serbia y Grecia. Fueron asistidos por el parlamentario británico Aubrey Herbert, quien defendió apasionadamente su causa en Londres. Como resultado, a Herbert se le ofreció la corona de Albania, pero el primer ministro británico, H. H. Asquith, lo disuadió de aceptarla. La oferta pasó al príncipe alemán Wilhelm de Wied, quien aceptó y se convirtió en soberano del nuevo Principado de Albania.

## Albores de la primera guerra (1914)
A principios de 1914, el Gobierno otomano tenía tres objetivos principales. El primero era mejorar las relaciones con Bulgaria, el segundo fue fomentar el apoyo de los alemanes, y el tercero fue resolver la reforma de Armenia mediante negociaciones con Europa.
Con respecto a la primera, el Imperio otomano y Bulgaria mostraron cierta simpatía mutua, ya que ambos habían sufrido la pérdida de territorios tras las guerras de los Balcanes (1912-1913). También tenían en común una amarga relación con Grecia. Era natural y beneficioso para ambos trabajar por el desarrollo de las políticas que les permitieran obtener mejores posiciones en la región. Acabarían firmando un acuerdo secreto, y durante la Primera Guerra Mundial lucharon en el mismo bando.
Con respecto a la segunda, había tres misiones activas en 1914. Estas eran la misión naval británica, liderada por el almirante Arthur Limpus; la misión de la gendarmería francesa, liderada por el general Moujen; y la misión militar alemana, liderada por el general Colmar von der Goltz. La misión alemana vino a ser la más importante de estas tres. La historia militar de las relaciones germano-otomanas se inició en la década de 1880. El gran visirSaid Halim Pasha y el ministro de guerra Ahmet Izzet Pasha fueron decisivos en el desarrollo de las relaciones iniciales. El káiser Guillermo II de Alemania encargó al general Goltz el establecimiento de la primera misión alemana. El general Goltz sirvió después durante un periodo de dos años. A principios de 1914, el ministro de Guerra otomano, Enver Pasha, fue nombrado agregado militar en Berlín. Por la misma época, el general Otto Liman von Sanders, fue nombrado general al mando del 1.er Ejército, el más grande situado en la parte europea. El general Liman von Sanders y Enver Pasha prácticamente compartían la posición de comandante en jefe.
En cuanto a la tercera, se negoció con Rusia un paquete de reformas de Armenia. Rusia, actuando como el protector de los armenios, y en nombre de las grandes potencias, desempeñó un papel crucial al iniciar las reformas para los ciudadanos armenios del Imperio. El paquete armenio de reformas fue concretado en febrero de 1914, basado en los argumentos presentados ya en 1878. De acuerdo con estos argumentos el inspector general, cuyas atribuciones y deberes constituyeron la clave del asunto, sería nombrado por diez años y su cargo no podría ser revocado durante ese periodo.
El 3 de marzo de 1918, el gran visir Talat Pasha firmó el Tratado de Brest-Litovsk con la RSFS de Rusia. Se estipulaba que la Rusia bolchevique cedería Batum, Kars y Ardahan. Estas tierras habían sido capturadas por Rusia durante la Guerra Ruso-Turca (1877-1878). Además de estas disposiciones, se insertó una cláusula secreta que obligaba a los rusos desmovilizar a las fuerzas nacionales de Armenia.
Entre marzo 14 hasta abril de 1918 la Conferencia de Paz de Trebisonda se celebró entre el Imperio Otomano y la delegación de la Dieta de Transcaucasia. Enver Pasha ofreció aceptar todas la peticiones en el Cáucaso a cambio del reconocimiento de la readquisición de las provincias otomanas de Anatolia oriental estipuladas en Brest-Litovsk. El 5 de abril, el jefe de la delegación de Transcaucasia Akaki Chkhenkeli, aceptó el Tratado de Brest-Litovsk como base para negociaciones más y telegrafío a los órganos rectores instándolos a aceptar este acuerdo. El ánimo que prevalece en Tiflis era muy diferente. Tiflis reconoce la existencia de un estado de guerra entre ellos y el Imperio Otomano.
En abril de 1918, el 3.er Ejército otomano finalmente pasó a la ofensiva. A principios de mayo de 1918, el ejército otomano se enfrentó ante la recién declarada República Democrática de Armenia. El conflicto llevó a la batalla de Sardarapat, Kara Killisse y la de Bash Abaran. Aunque los armenios lograron infligir una derrota a los otomanos en Sardarapat, el ejército otomano ganó la batalla final y dispersaron el ejército armenio. El 28 de mayo de 1918, los Dashnaks del movimiento de liberación nacional armenio declaró la República Democrática de Armenia. La nueva República de Armenia se vio obligada a firmar el Tratado de Batum.
En junio de 1918, los armenios en la región montañosa de Karabag, bajo la dirección de Andranik Toros Ozanian, establecieron la República de la Alta Armenia y resistió al 3.er ejército otomano. En julio, los otomanos se enfrentan con la Dictadura del Caspio en la batalla de Bakú, con el objetivo de tomar Bakú en el mar Caspio.

### Rebeliones árabe y armenia
El Imperio otomano lidió con la Revuelta árabe. El jerife de La Meca, Hussein ibn Ali, se rebeló contra el imperio otomano durante la Revuelta Árabe de 1916. El intercambio de cartas con el alto comisionado británico Henry McMahon lo convenció de que su ayuda en el lado de la Triple Entente sería recompensado por un imperio árabe que abarcaría el territorio comprendido entre Egipto y Persia, con la excepción de las posesiones imperiales e intereses en Kuwait, Adén y la costa de Siria. Hussein fue el líder oficial de la Revuelta Árabe contra los otomanos.
Durante las campañas del Caucaso y Persia, el gobierno otomano también tuvo dificultades en el frente interno, incluyendo rebeliones armenias en el este de Anatolia que dio lugar a la deportación de los intelectuales armenios y después de la aprobación de la Ley Tehcir del 1 de junio de 1915 hasta el 8 de febrero de 1916 a la (expulsión) de los armenios de la región. La mayoría de los académicos definen las deportaciones como el genocidio armenio, mientras que el Gobierno turco lo niega.

### Armisticio (30 de octubre de 1918)
Los conflictos armados terminaron con el armisticio de Mudros.
Los años de la Primera Guerra Mundial fueron un desastre para el Imperio otomano. La pérdida de territorio era enorme, así como la de vidas humanas. El antiguo crucero ligero Breslau fue hundido por una mina en la entrada de los Dardanelos, el 20 de enero de 1919. El crucero de batalla Goeben tuvo que ser varado por daños ocasionados por buques de guerra británicos en el mismo día.

## Partición del Imperio
El acuerdo de paz inicial con el Imperio otomano fue el Armisticio de Mudros, seguido por la ocupación de Constantinopla por las potencias vencedoras. La Partición del Imperio Otomano trajo consigo conflictos internacionales que se discutieron durante la Conferencia de Paz de París (1919). El acuerdo de paz entre el Imperio Otomano y las potencias vencedoras fue ratificado[cita requerida] en el Tratado de Sèvres,
El Tratado de Sèvres representó uno de los problemas más complejos antes de la Conferencia de Paz de París. Por esa razón el texto del tratado no se hizo público hasta mayo de 1920. En contra de las expectativas generales, el Sultanato no fue abolido y se le permitía a la reducida autoridad imperial retener Constantinopla y una pequeña franja de territorio alrededor de la ciudad, cerca de la Tracia oriental, en poder de Grecia. También se buscó que las orillas del Bósforo y los Dardanelos se internacionalizaran para garantizar el paso libre y permanente hacia el Mar Negro a través de estas zonas. El interior de Anatolia, el primer asiento histórico del poder otomano, permaneció bajo soberanía turca, pero con algunas zonas de ocupación francesa y griega, como fue el caso de la región de Esmirna.
El Reino Unido, por su parte, como los franceses, obtuvieron casi todas sus pretensiones territoriales, cumpliendo el acuerdo secreto de Sykes-Picot que se firmó con Francia en 1916, que estipulaba zonas de control francesas, británicas e internacionales cuando se terminara la guerra, a medida que el Imperio Otomano resultaba derrotado. Efectivamente, al final de la guerra, los británicos ocuparon Irak y los franceses tomaron Siria, además de establecer un régimen de control (protectorado) internacional para la región de Gaza y la Ciudad Santa de Jerusalén, casi exactamente como establecía el texto del acuerdo.
Los términos del Tratado de Sèvres eran bastante duros, y aunque el sultán aceptó tales concesiones, por otra parte Mustafá Kemal, ahora opositor de la Autoridad Imperial Otomana, se opuso rotundamente y se alzó en armas posteriormente contra los ocupadores vencedores (mayoritariamente Grecia, Armenia y en menor medida Italia, Francia y el Reino Unido) y contra las del Sultán. En conclusión, éste tratado supuso la destrucción total militar, económica y política del otrora poderoso Imperio Otomano y el germen de la República de Turquía.

### Comité de Unión y Progreso
El Comité de Unión y Progreso (CUP) fue el partido en el poder durante este periodo.

### Abolición del Sultanato

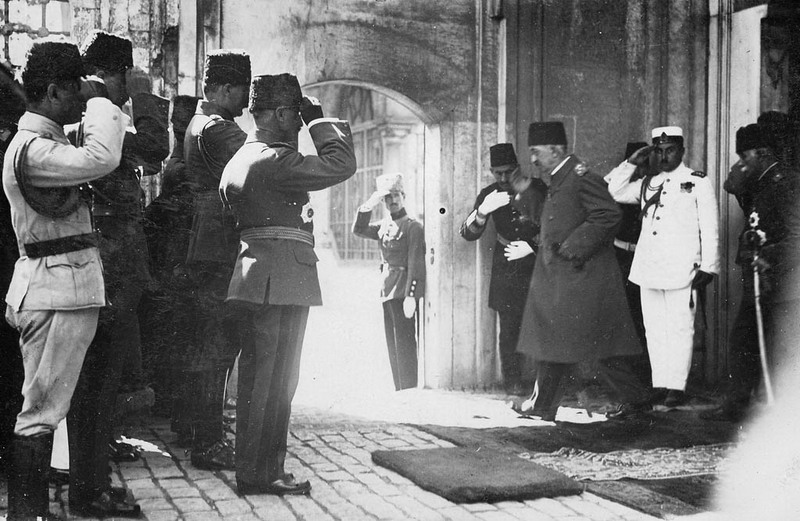
1922, salida de Mehmed VI que fue el último sultán del Imperio otomano.

El Tratado de Sèvres fue rechazado por las fuerzas rebeldes de Mustafá Kemal, que pretendían reconquistar zonas ocupadas en control de las potencias vencedoras estableciendo un control territorial sobre la totalidad de la Península de Anatolia y los territorios reconocidos como turcos. El rechazo al tratado congregó un gran apoyo y políticos del nacionalismo turco, con el objetivo de crear un nuevo gobierno en Ankara, superador de las vetustas ideas imperiales, modernizador con el ejemplo de Occidente. Así estalló la Guerra de Independencia Turca. Finalmente, en el Tratado de Lausana se reconoció internacionalmente a la República de Turquía. Este nuevo Estado terminó con el sultanato, a lo que siguió el exilio del sultán Mehmet VI Vahdettin, y el inicio de una asamblea republicana y un nuevo gobierno en Turquía.

### El Califato otomano

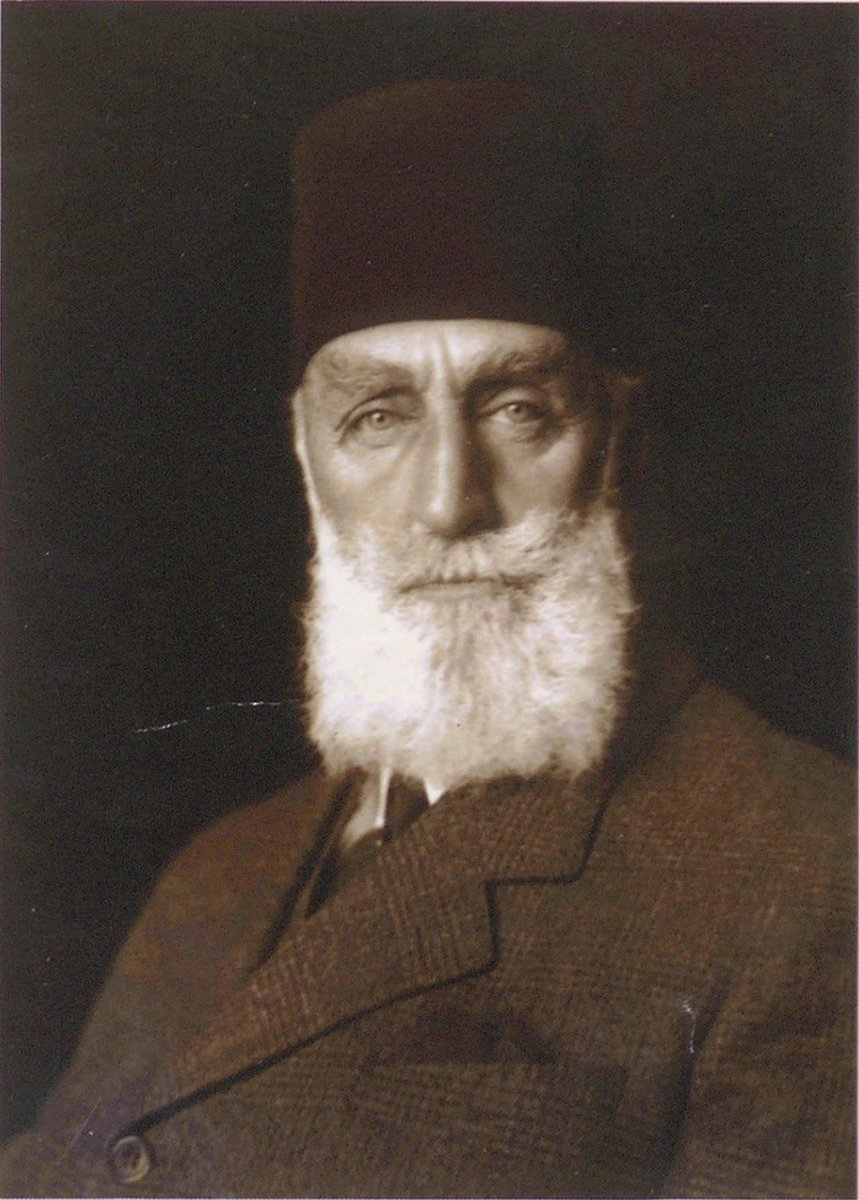
Abdul Mejid II, el último Califa del Califato Otomano.

Además del control de las tierras físicas, otra cuestión de importancia se originó a partir del Califato Otomano. Los califas otomanos nunca pretendieron ser descendientes religiosos del Profeta pero eran sin embargo, una importante figura de autoridad dentro del Imperio Otomano. Los musulmanes de la India y de Anatolia apoyaron y reconocieron el califato otomano, por ejemplo. Como sultanes del imperio, los gobernantes otomanos tenían una posición muy fuerte, pero el sultán de Marruecos, los mahdistas del Sudán egipcio, el Senussi en el desierto de Libia, los wahabíes en Arabia central, nunca reconocieron el título de califa como mayor al de los Sultanes como líder de Estado. Este reconocimiento tampoco fue dado por los árabes del Hedjaz, Palestina y Siria, que contienen los lugares sagrados de La Meca, Medina y Jerusalén.
El remanente último oficial del imperio -el título del califato- fue abolido por la Constitución el 3 de marzo de 1924. Con la abolición del Califato Otomano por la Gran Asamblea Nacional de Turquía, en todo el país desde La Meca a Alepo, el nombre del califa otomano fue sustituido en la liturgia del Viernes Santo por el de Hussein ibn Ali, jerife de La Meca, el guardián hereditario de las ciudades santas del Hedjaz, que se conoce como "comendador de los creyentes".